# Sphaenorhynchus platycephalus
Sphaenorhynchus platycephalus es una especie de anfibio anuro de la familia Hylidae.

## Taxonomía
Esta especie solo es conocida por su tipo de origen sudamericano sin más detalles.

## Publicación original
- Werner, 1894 : Über einige Novitaten der Herpetologischen Sammlung des Wiener zoolog. vergl. anatom. Instituts. Zoologischer Anzeiger, vol. 17, p. 155-157[5]